# 요로이역

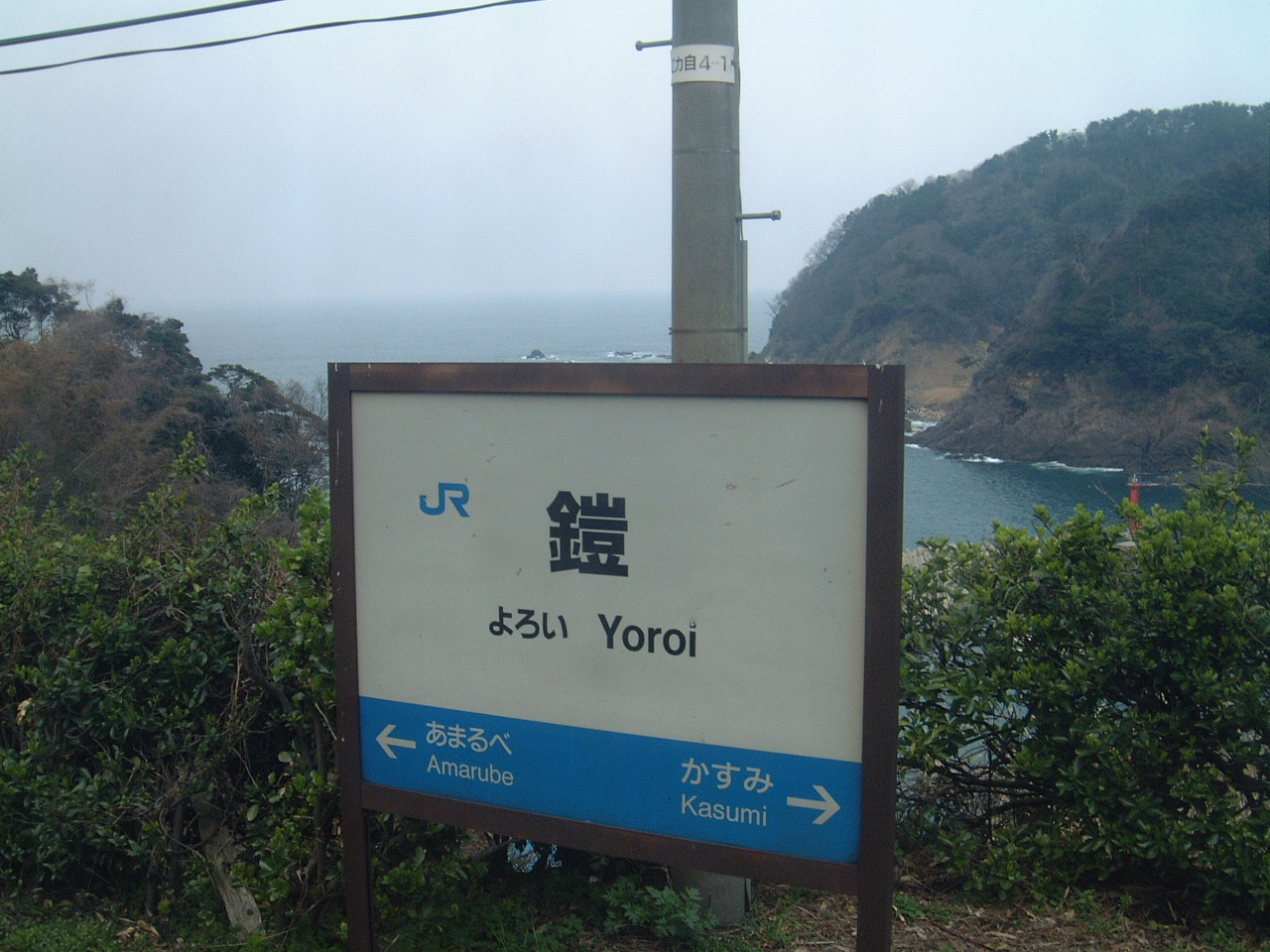
역명판

요로이역(일본어: 鎧駅)은 일본 효고현 미카타군 가미정에 있는 서일본 여객철도의 철도역이다.

## 역 구조
단식 1면 1선 구조의 지상역이다. 원래는 상대식 2면 2선 구조였으나, 2008년 3월 15일 시간표 개정으로 한쪽 승강장을 쓰지 않고 있다. 다만, 1번 승강장은 동해를 구경하기 위해 찾아오는 관광객을 위해 개방되어 있다.

## 역세권 정보
- 가스미 해안
- 요로이노소데 절벽
- 요로이 항

## 역사
- 1912년 3월 1일 - 일본국유철도 산인 본선 가스미 역 ~ 하마사카 역 구간 개통과 동시에 개업.
- 1987년 4월 1일 - 민영화에 따라 서일본 여객철도의 소속이 되었다.

## 인접역
| 서일본 여객철도 산인 본선 | 서일본 여객철도 산인 본선 | 서일본 여객철도 산인 본선 |
| ------------------------- | ------------------------- | ------------------------- |
| 가스미 교토 방면          | ■ 산인 본선               | 아마루베 돗토리 방면      |